# Public Documentation License
Public Documentation License (PDL) была разработана компанией Sun Microsystems для использования c документацией OpenOffice.org. Эта лицензия определяет те же права и ограничения что и Mozilla Public License (MPL), однако прежде всего дает возможность совместной работы над документацией, доступной отдельно от проекта или продукта с открытым исходным текстом. Например, технические руководства и статьи, не распространяемые с исходным кодом.
PDL версии 1.01 отличается от версии 1.0 тем, что в неё добавлены ограничения на использование товарного знака.

## Примечание
1. ↑  Вопросы и ответы: Public Documentation License Архивировано 4 декабря 2009 года.